# Mierzanowice
Mierzanowice – wieś sołecka w Polsce położona w województwie świętokrzyskim, w powiecie opatowskim, w gminie Wojciechowice.
Prywatna wieś szlachecka położona była w drugiej połowie XVI wieku w powiecie sandomierskim województwa sandomierskiego. W latach 1975–1998 miejscowość administracyjnie należała do województwa tarnobrzeskiego.

## Części wsi
| 0810207 | Horochów             | część wsi |
| 0810213 | Mierzanowice-Folwark | część wsi |
| 0810220 | Mierzanowice-Kolonia | część wsi |

Znajdują się tu także obiekty fizjograficzne o nazwach: Ku Buszkowicom, Mierzanowskie Łąki, Na Lesie, Pastwiska, Podworskie, Przedanki oraz Pustki.

## Zabytki
Park dworski, wpisany do rejestru zabytków nieruchomych (nr rej.: A.585 z 13.12.1957 oraz 458/A z 25.10.1991).